# Janet Guthrie
Janet Guthrie (Iowa City; 7 de marzo de 1938) es una expiloto de automovilismo estadounidense. Es la primera mujer en clasificarse y competir en las 500 Millas de Indianápolis y en las 500 Millas de Daytona, carreras en las que compitió en 1977. Había intentado participar por primera vez en la edición 1976 de la Indy 500, pero no logró clasificarse. Participó en tres carreras entre 1977 y 1979. También es la primera mujer en liderar una vuelta en una carrera de la NASCAR Cup Series.
Guthrie estudió ingeniería aeroespacial y, después de graduarse en la Universidad de Míchigan con un título en física en 1960, trabajó con Republic Aviation. Recibió el premio NASCAR Landmark el 19 de enero de 2024.

## Carrera deportiva
Guthrie comenzó a competir en 1963 en el circuito SCCA con un Jaguar XK140, y en 1972 ya competía a tiempo completo. Su carrera en autos deportivos incluyó dos victorias en su categoría, las 12 Horas de Sebring.
En las 600 Millas de Charlotte de 1976, Guthrie terminó 15.ª, convirtiéndose en la primera mujer en competir en una carrera en óvalos de la NASCAR Winston Cup Series. Guthrie competiría en cuatro carreras más esa temporada. En la temporada posterior, compitió por primera vez en las 500 Millas de Daytona, terminando 12.ª cuando el motor de su automóvil explotó dos cilindros a 10 vueltas del final. Sin embargo, por su desempeño en la carrera, ganó el premio a la mejor novata. En total, compitió en 33 carreras en NASCAR durante cuatro temporadas. Su mejor resultado, el sexto lugar en Bristol en 1977, es el mejor resultado de una mujer en una carrera de NASCAR de primer nivel en la era moderna, actualmente compartido con Danica Patrick en 2014.

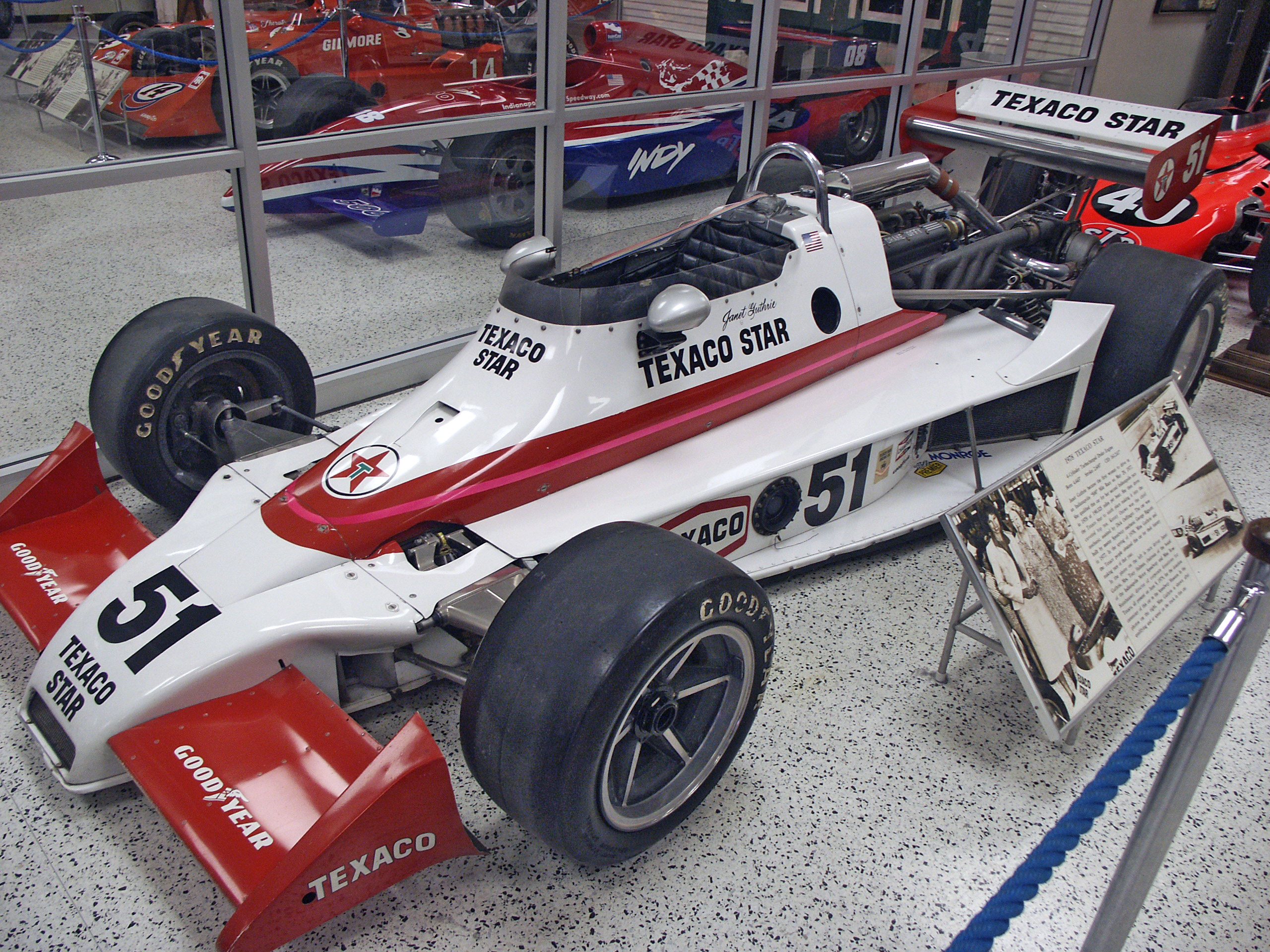
Wildcat 3-DGS de Janet Guthrie, que condujo en la edición 1978 de las 500 Millas de Indianápolis.

En 1977, Guthrie se clasificó y compitió en las 500 Millas de Indianápolis, en un monoplaza inscrito por Rolla Vollstedt, pero terminó 29.º con problemas de motor. Competiría en dos ediciones más, terminando novena en la carrera de 1978 mientras conducía con una muñeca fracturada (lesionada en un evento de tenis benéfico dos días antes) que ocultó de los oficiales de la carrera. En total, compitió en 11 eventos de IndyCar y su mejor resultado fue quinta. Durante su fallido intento de clasificarse para la carrera de 1976, muchos de los pilotos de este deporte dominado por hombres afirmaron que el motivo por el que no clasificó se debió principalmente a su sexo. Dichos comentarios provocaron la indignación del entonces tres veces ganador de la carrera, A. J. Foyt, a tal punto que le prestó a Guthrie un monoplaza de respaldo para realizar una prueba. Su mejor vuelta de práctica en el coche de Foyt habría sido suficiente para clasificarse para la carrera. No pudo obtener financiación a través del patrocinio corporativo y se vio obligada a retirarse.
Sin embargo, el lugar de Guthrie en la historia estaba asegurado. En 1979, se produjo y distribuyó un juego de tarjetas coleccionables Supersisters; una de las tarjetas presentaba el nombre y la imagen de Guthrie. El casco y el traje de carrera de Guthrie se pueden encontrar en el Instituto Smithsonian y ella fue una de las primeras elegidas para el Salón Internacional de la Fama del Deporte Femenino. Fue incluida en el Salón Internacional de la Fama de los Deportes a Motor el 27 de abril de 2006. Su autobiografía de 2005, Janet Guthrie: A Life at Full Throttle, ha recibido elogios de la crítica de publicaciones como Sports Illustrated.

## Activismo
En una entrevista innovadora con Tracy Dodds para Los Angeles Times en 1987, Guthrie lamentó la falta de patrocinios corporativos para pilotos femeninas:
 

Los hombres consiguen patrocinio y las mujeres no. Suena injusto. Pero ¿a quién le importa la injusticia? Lo que importa es el resultado final. Los patrocinadores quieren la publicidad que aportan las carreras. Pero una piloto exitosa recibirá diez veces más atención que un hombre. Entonces, ¿qué es realmente importante? Volvemos a la red de buenos chicos. Muchas empresas gastan grandes cantidades de dinero deducible de impuestos para patrocinar a pilotos masculinos.

La lucha de las mujeres para conseguir patrocinios corporativos continuó. Cuando Pippa Mann no tuvo fondos para participar en las 500 Millas de Indianápolis de 2020, a pesar de haber participado el año anterior, la carrera de 2020 se quedó sin pilotos mujeres. Guthrie dijo que era poco probable que viera la carrera de 2020 debido a su decepción. La propia Guthrie dijo inicialmente que dudaba en abordar el sexismo en los deportes de motor, pero su mentalidad cambió después de clasificarse para su primera Indy 500 en 1977 y ser parte del desfile de pilotos. Como describió Guthrie: «Había unos tipos que llevaban niñas pequeñas sobre sus hombros y las saludaban como si yo representara la esperanza para el futuro».
En 2011, Guthrie firmó una petición en apoyo al Movimiento Women to Drive. La petición pedía al rey saudí Abdalá bin Abdulaziz que patrocinara un Gran Premio femenino en Arabia Saudita. El proyecto fue idea del activista de derechos humanos David Keyes.
Qualified, un episodio de 30 for 30 que cubre su carrera como piloto, se emitió el 28 de mayo de 2019 (temporada 3; episodio 29). En él, dice: «Se puede remontar a la antigüedad para encontrar mujeres haciendo cosas extraordinarias, pero su historia se olvida. O se niega su existencia. Así que las mujeres siguen reinventando la rueda. Las mujeres siempre han hecho estas cosas, y siempre lo harán».
En 2019, Guthrie fue incluida en el Salón de la Fama del Automóvil, por sus logros en el automovilismo. Es la quinta mujer en ser incorporada.

## Vida personal
Guthrie nació en Iowa City, Iowa, hija de Jean Ruth Guthrie y William Lain Guthrie, ambos pilotos. Ella es la mayor de cinco hijos. Su familia se mudó a Miami, Florida, cuando Janet tenía 3 años después de que su padre aceptara un trabajo en Eastern Air Lines. La propia Janet obtuvo su licencia de piloto a los 17 años.
En 1989, Guthrie contrajo matrimonio con Warren Levine, un piloto de aerolínea chárter. Murió repentinamente el 30 de diciembre de 2006, de un ataque cardíaco.
Una película biográfica sobre Guthrie, Speed Girl, se estrenará en 2025.

## Premios y honores
Guthrie ha sido incluida en los siguientes salones de la fama:
- Salón Internacional de la Fama del Deporte Femenino (1980)
- Salón Internacional de la Fama de los Deportes a Motor (2006)
- Salón de la Fama de Indianapolis Motor Speedway (2006)
- Salón de la Fama del Automóvil (2019)
- Salón de la Fama de NASCAR (2024)

## Resultados

### 500 Millas de Indianápolis
| Año  | Chasis    | Motor    | Inicio | Final |
| ---- | --------- | -------- | ------ | ----- |
| 1976 | Coyote    | Foyt     | DNQ    | DNQ   |
| 1977 | Lightning | Offy     | 26.ª   | 29.ª  |
| 1978 | Wildcat   | DGS      | 15.ª   | 9.ª   |
| 1979 | Lola      | Cosworth | 14.ª   | 34.ª  |
| 1980 | Lightning | Cosworth | DNQ    | DNQ   |